# Oosterkerk (Zeist)

De Oosterkerk in Zeist in de Nederlandse provincie Utrecht was opgericht vanuit de Gereformeerde Kerken in Nederland (GKN). Sinds mei 2004 hoort de Oosterkerk bij de Protestantse Kerk in Nederland (PKN). De kerk staat aan de Woudenbergseweg 44, op de hoek met het Laantje zonder Eind. Het in 1936 geopende gebouw is ontworpen door architect B.W. Plooij. De kerkelijke gemeente die dit gebedshuis gebruikt is in 1887 ontstaan uit een samengang van twee afsplitsingen van de Nederlandse Hervormde Kerk. In 1989 werd de basis gelegd voor de huidige visie en missie van de kerkelijke gemeente.
De kerk kent een waaiervormige plattegrond die ontstond door twee eenbeukige schepen in een punt te laten samenkomen. Deze plattegrond bepaalt de vorm van het gebouw tot en met de dakconstructie. Vanwege de constructie is de Oosterkerk uniek in het oeuvre van Plooij. De kerk is verder uitgevoerd in zijn gebruikelijke zakelijk-expressionistische stijl.  
De Oosterkerk is een rijksmonument sinds 3 november 1999. Tot de beschermde inventaris behoren onder meer de originele kerkbanken op de begane grond en op de balkons. 
De kerk is de tweede in Zeist van die naam. De eerste Oosterkerk werd in 1891 geopend aan de Slotlaan. Deze kerk werd in 1935 weer afgebroken.
Er zijn gekleurde glas-in-loodramen uitgevoerd door het atelier voor kunstnijverheid A.C. Valstar uit De Bilt naar een ontwerp van Jaap Valstar. De entreeportaal plus gang achter de kerk  bevatten nog de originele tegelwanden. 

## Orgel
Het kerkorgel is in 1935 gebouwd door de firma H.W. Flentrop te Zaandam en is voorzien van het zogenaamde pneumatische kegelladenssysteem. 

## Oorlogsmonument
In het gebouw is in 1950 aan een muur een witte marmeren gedenkplaat (plaquette) aangebracht ter herinnering aan mensen die door de Duitse bezetting van Nederland in de periode 1940-'45 zijn omgekomen. De plaquette bevat de namen van omgebrachte gemeenteleden en een verwijzing naar een bijbeltekst (Openbaringen 14:13). Dit gedenkteken werd bij de herdenking op 4 mei 1950 onthuld. 

## Fotogalerij

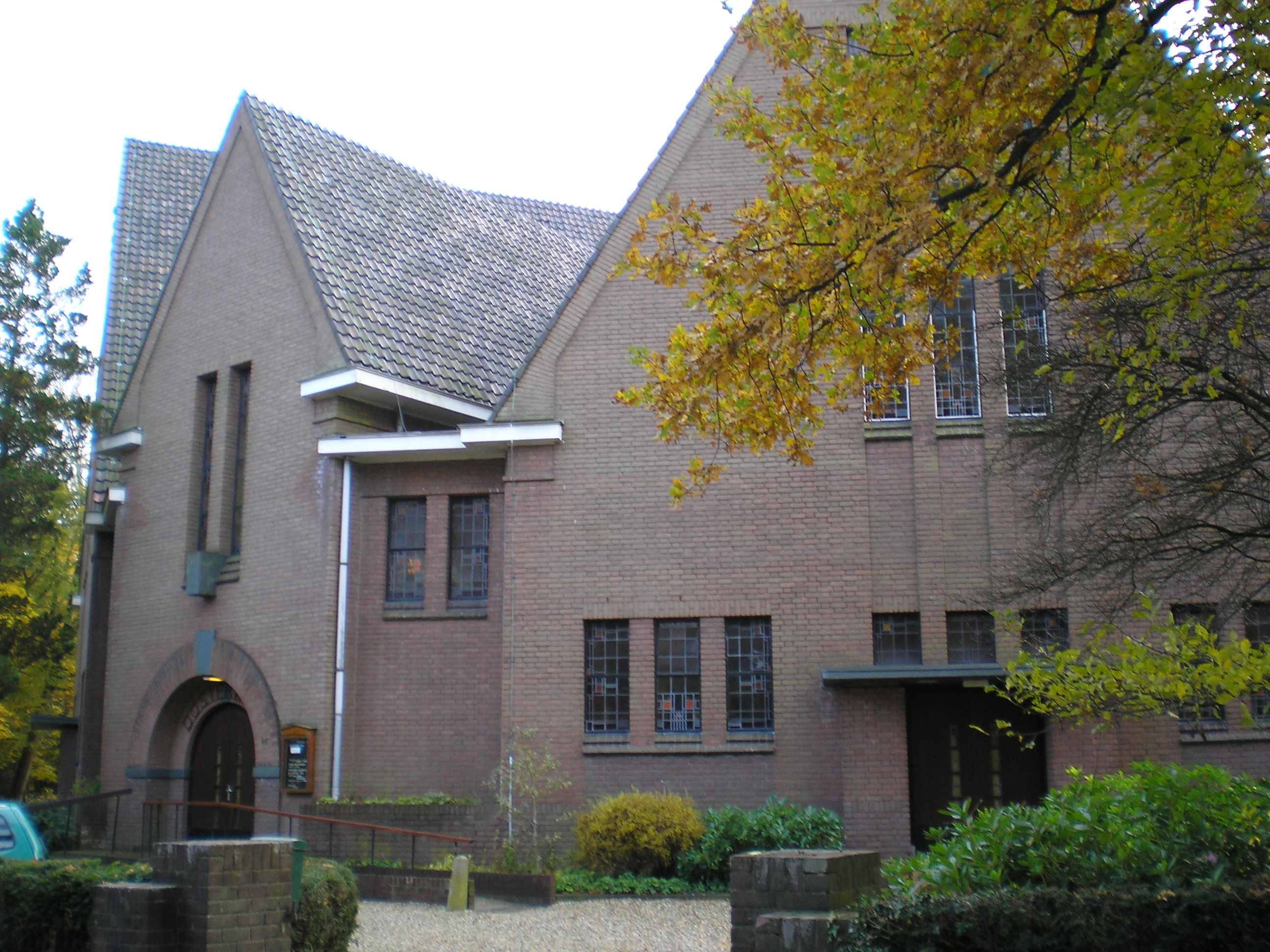
aanzicht van de Oosterkerk vanaf de Woudenbergseweg
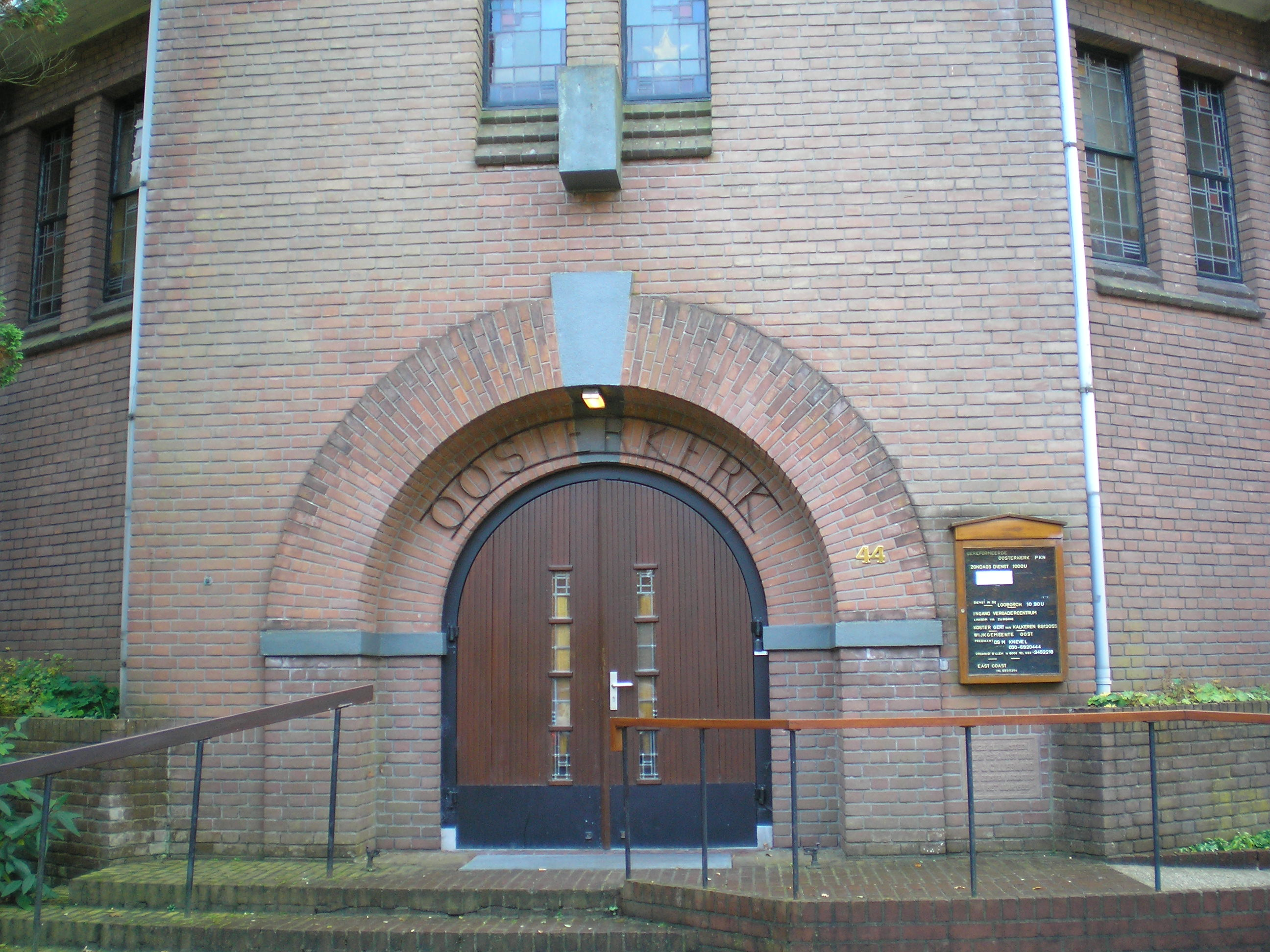
de hoofdingang van de Oosterkerk
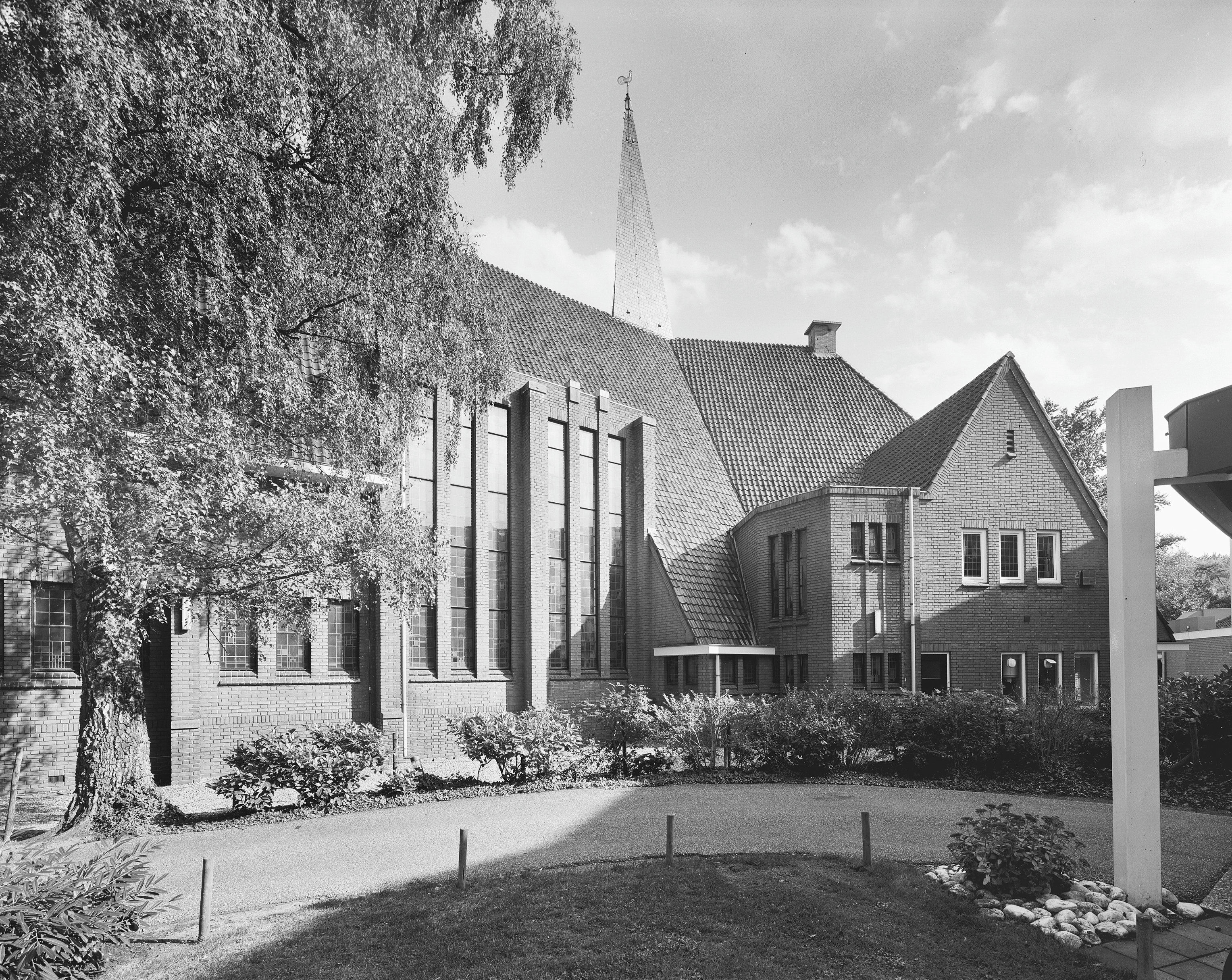
de kerk gezien vanaf het Laantje zonder Eind